# Jordi Ferrón
Jordi Ferrón Forné (ur. 15 sierpnia 1978 w Barcelonie) – były hiszpański piłkarz grający na pozycji prawego obrońcy.

## Kariera
Grał w juniorach FC Barcelona. W 1995 roku awansował do drużyny „C” katalońskiego klubu, zaś dwa lata później – do zespołu „B”. W pierwszym zespole nigdy nie zagrał i w sezonie 1999/2000 został zawodnikiem Rayo Vallecano, dla którego strzelił siedem goli w Primera División. W 2000 roku przeszedł do Realu Saragossa, z którym dwukrotnie zdobył Puchar Króla (2001 i 2004). W 2004 roku został piłkarzem Albacete Balompié, dla którego grał do 2008 roku. Następnie grał w Badalonie, dla której rozegrał 180 meczów w Segunda División B. W 2014 roku zakończył karierę.
Grał w młodzieżowych reprezentacjach Hiszpanii. W 2000 roku zdobył srebrny medal na igrzyskach olimpijskich.

## Statystyki ligowe
| Sezon         | Klub              | Liga               | Mecze | Gole |
| ------------- | ----------------- | ------------------ | ----- | ---- |
| 1995/1996     | FC Barcelona C    | Segunda División B | 1     | 0    |
| 1996/1997     | FC Barcelona C    | Tercera División   | ?     | ?    |
| 1997/1998     | FC Barcelona B    | Segunda División B | 36    | 0    |
| 1998/1999     | FC Barcelona B    | Segunda División   | 38    | 0    |
| 1999/2000     | Rayo Vallecano    | Primera División   | 35    | 7    |
| 2000/2001     | Real Saragossa    | Primera División   | 19    | 0    |
| 2001/2002 (j) | Real Saragossa    | Primera División   | 3     | 0    |
| 2001/2002 (w) | Rayo Vallecano    | Primera División   | 17    | 0    |
| 2002/2003     | Real Saragossa    | Segunda División   | 32    | 0    |
| 2003/2004     | Real Saragossa    | Primera División   | 3     | 0    |
| 2004/2005     | Albacete Balompié | Primera División   | 1     | 0    |
| 2005/2006     | Albacete Balompié | Segunda División   | 33    | 1    |
| 2006/2007     | Albacete Balompié | Segunda División   | 32    | 1    |
| 2007/2008     | Albacete Balompié | Segunda División   | 29    | 0    |
| 2008/2009     | CF Badalona       | Segunda División B | 28    | 0    |
| 2009/2010     | CF Badalona       | Segunda División B | 30    | 0    |
| 2010/2011     | CF Badalona       | Segunda División B | 35    | 0    |
| 2011/2012     | CF Badalona       | Segunda División B | 32    | 0    |
| 2012/2013     | CF Badalona       | Segunda División B | 31    | 0    |
| 2013/2014     | CF Badalona       | Segunda División B | 24    | 0    |